# تونج
تونج (بالإنجليزية: Tonj)‏ هي مدينة من مدن جنوب السودان. يبلغ عدد سكانها 17340 نسمة وذلك حسب إحصائيات سنة 2010. يبلغ ارتفاع المدينة عن سطح البحر قرابة 427 متر.

## أعلام
- إيمانويل جال